# Mäha
Mäha ist ein Dorf (estnisch küla) in der estnischen Landgemeinde Otepää (bis 2017 Puka) im Kreis Valga. Mäha hat 30 Einwohner (Stand 31. Dezember 2021).

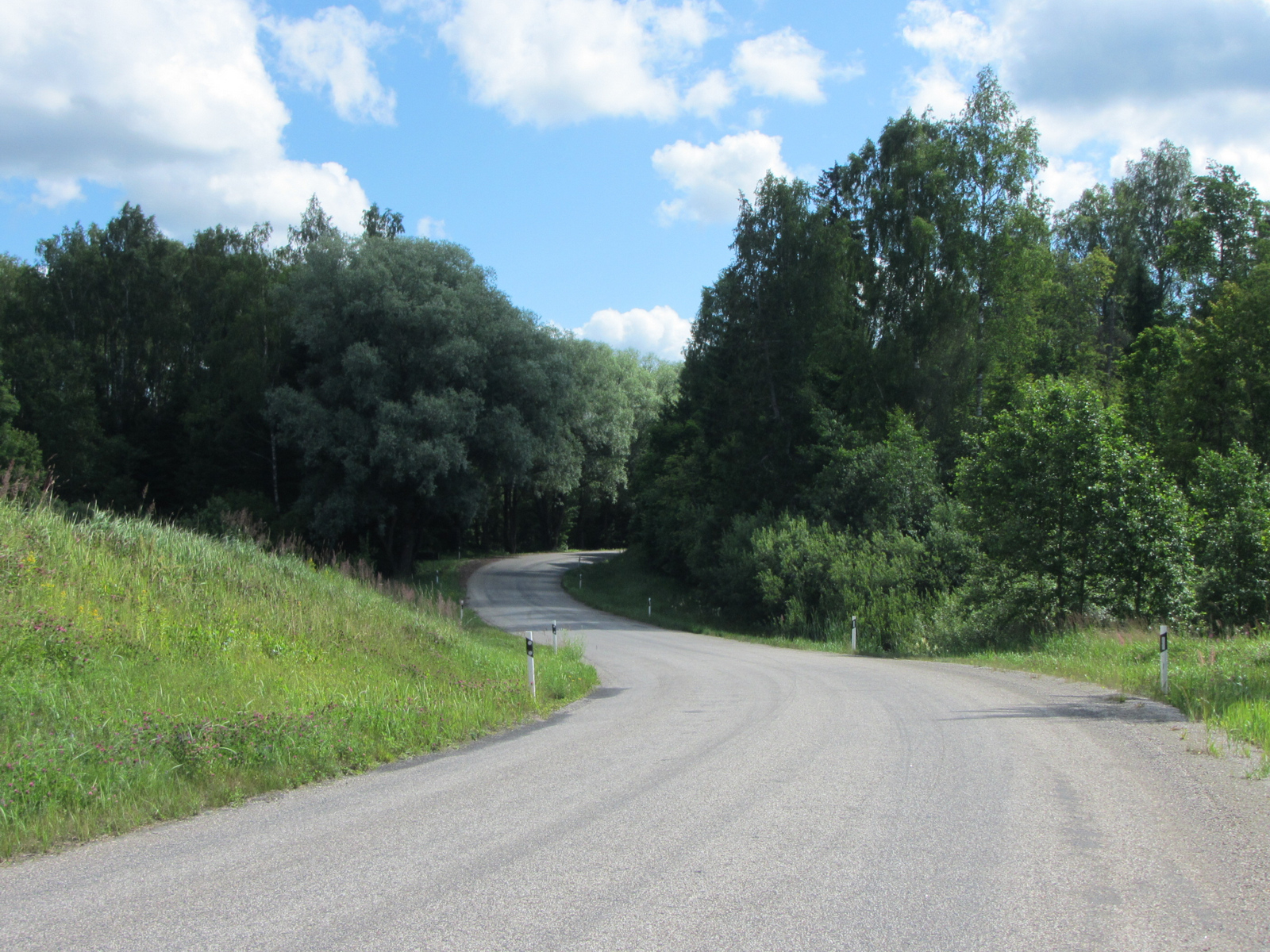
Straße, die vom Dorf Pühajärve nach Pukamõisa über Mäha führt